# 徂徕镇
徂徕镇，是中华人民共和国山東省泰安市岱岳区下辖的一个乡镇级行政单位。位于市境东南部。

## 沿革
1958年建徂徕公社，1984年改办事处，1985年改镇。

## 行政区划
徂徕镇下辖34个行政村：
南上庄村、北上庄村、下庄村、杜家村、寺河村、新庄村、鲁家庄村、邓家庄村、许家庄村、曹庄村、姬家庄村、徂徕村、桥沟村、北望村、孙家疃村、郑家村庄村、宽店村、崔家庄村、边家庄村、河西村、石崖村、兴隆村、留送村、西埠前村、东埠前村、小埠前村、官路村、向阳村、李家峪村、水泉村、南黄崖村、北黄崖村、土门村和桃园村。